# ENCORE SHOW
《ENCORE SHOW》是日本女子樂團SCANDAL的第二張精選輯，於2013年2月6日由Epic Records Japan Inc.發行。

## 概要
與前作《Queens are trumps -王牌皇后-》相隔5個月後再度推出音樂專輯。本作最大的特點是主要收錄歷年來單曲的B面曲，再加上新歌「快樂收藏家」（ハッピーコレクター）及之前未公開的「Playboy」（プレイボーイ）。其中《Satisfaction》被作為Windows 8的電視廣告歌曲，《快樂收藏家》則是電影《今日開始談戀愛》使用的歌曲之一。
另外，共分為初回生產限定盤、通常盤兩種形態，兩者皆包含歌迷活動參加券，而初回生產限定盤多附有DVD，通常盤中部分的初回仕樣限定盤則包括五成員隨機寫真貼紙。

## 收錄曲目

### CD
1. S.L. Magic [4:11]
作詞：RINA　作曲：MASTERWORKS　編曲：MASTERWORKS、SCANDAL
2. TOKYO [2:58]
作詞：SCANDAL、MASTERWORKS　作曲：MASTERWORKS　編曲：久保田光太郎
3. 夏日音色 [4:34]
作詞：RINA、小林夏海　作曲：MASTERWORKS　編曲：西川進
4. FUTURE [3:37]
作詞：RINA、小林夏海　作曲：淺見武男　編曲：西川進
5. SO EASY [3:23]
作詞：SCANDAL、小林夏海　作曲：mitsubaco　編曲：西川進、SCANDAL
6. 在星星落下的夜裡 [4:10]
作詞：SCANDAL　作曲：田鹿祐一　編曲：川口圭太
7. KOSHI-TANTAN [3:35]
作詞：阿木燿子、SCANDAL　作曲・編曲：西川響
8. Midnight Television [4:11]
作詞：SCANDAL、葉山愛次、久保田さちお　作曲：星勝、久保田さちお　編曲：星勝
9. Shining sun [3:42]
作詞：SCANDAL、シライシ紗トリ、一色そらん　作曲：田鹿祐一　編曲：シライシ紗トリ
10. CUTE! [4:33]
作詞：MAMI　作曲：田中秀典　編曲：川口圭太
11. Emotion [3:44]
作詞・作曲：RINA　編曲：宮永治郎、ユトリロン
12. Satisfaction [3:11]
作詞：TOMOMI、JUNKOO、篤志　作曲：JUNKOO、篤志　編曲：川口圭太
  - Microsoft「Windows 8」廣告歌曲。
13. Want you [3:53]
作詞・作曲：MAMI　編曲：川口圭太、SCANDAL
14. 忌妒你當中 [3:49]
作詞・作曲・編曲：ハジメタル
15. ひかれ [4:19]
作詞：RINA　作曲：MAMI、RINA　編曲：SCANDAL
16. 快樂收藏家（ハッピーコレクター） [3:17]
作詞：TOMOMI　作曲：古城康行　編曲：川口圭太
  - 電影《今日開始談戀愛》使用歌曲。
17. Playboy（プレイボーイ） [3:24]
作詞：TOMOMI、MASTERWORKS　作曲：MASTERWORKS、SCANDAL　編曲：MASTERWORKS、SCANDAL、川口圭太

### DVD
- 《Playboy》MUSIC VIDEO
- 《Satisfaction》MUSIC VIDEO
- 原點回歸的大阪城天LIVE影像「Welcome home」

## 外部連結
- 初回生產限定盤（页面存档备份，存于） （日語）
- 通常盤（页面存档备份，存于） （日語）